# Império do Brunei
```
   |-
       | 
Erro:
:  
valor não especificado para "
continente
"
```

O Império do Brunei ou oficialmente, Sultanato de Brunei (em jawi: كسلطانن بروني) foi um sultanato malaio de Bornéu. No seu auge  o império dominou quase toda a ilha e parte das atuais Filipinas e Indonésia. Foi durante muitos séculos a potência nativa das ilhas malaias frente aos colonizadores portugueses, espanhóis, neerlandeses e britânicos, até entrar em decadência no século XIX e se tornar um protetorado britânico. É o estado precursor do moderno Brunei.

## História

#### Expansão
No século XIV, Brunei aparentemente estava sujeito a Java. O manuscrito javanês Nagarakretagama, escrito por Prapanca em 1365, mencionava Brunei como o estado vassalo de Majapait, que devia fazer um tributo anual de 40 katis de cânfora.
Após a presença dos portugueses após a queda de Malaca, os comerciantes portugueses negociaram regularmente com Brunei a partir de 1530 e descreveram a capital de Brunei como cercada por um muro de pedra.
Durante o governo de Bolkiah, o quinto sultão do Brunei, o império controlou as áreas costeiras do noroeste de Bornéu (atual Brunei, Sarawak e Sabá (Malásia)) e alcançou Seludong (atual Manila) e o arquipélago de Sulu, incluindo partes da ilha de Mindanau. No século XVI, a influência do império de Brunei se estendeu até o delta do rio Kapuas em Kalimantan Ocidental. O Sultanato Malaio de Sambas em Kalimantan Ocidental e o Sultanato de Sulu no sul das Filipinas, em particular, desenvolveram relações dinásticas com a casa real de Brunei. Outros sultões malaios de Pontianak, de Samarinda até Banjarmasin, trataram o sultão de Brunei como seu líder. A verdadeira natureza do relacionamento de Brunei com outros sultanatos malaios da costa de Bornéu e do arquipélago de Sulu ainda é objeto de estudo, se foi um estado vassalo, uma aliança ou apenas uma relação cerimonial. Outras políticas regionais também exerceram sua influência sobre esses sultanatos. O Sultanato de Banjar (atual Banjarmasin), por exemplo, também estava sob a influência de Demak em Java.

#### Declínio
No final do século XVII, Brunei entrou em um período de declínio causado por conflitos internos sobre a sucessão real, expansão colonial das potências europeias e pirataria. O império perdeu grande parte de seu território devido à chegada das potências ocidentais, como os espanhóis nas Filipinas, os holandeses no sul de Bornéu e os britânicos em Labuan, Sarawak e Bornéu do norte. Em 1725, Brunei teve muitas de suas rotas de abastecimento tomadas pelo sultanato de Sulu.
Em 1888, o sultão Hashim Jalilul Alam Aqamaddin mais tarde apelou aos britânicos para impedir mais invasões. No mesmo ano, os britânicos assinaram um "Tratado de Proteção" e fizeram de Brunei um protetorado britânico, que durou até 1984, quando Brunei conquistou a independência.